# Защук, Леонид Иосифович
Леонид Иосифович Защук (1847 — не ранее 1921, Крымская АССР) — русский офицер, участник русско-японской войны. Генерал-лейтенант (1908).

## Биография
Родился в 1847 году в семье отставного майора Иосифа Семеновича Защука и его жены Анны Казимировны Галковской. Дворянин. Образование получил в Павловском кадетском корпусе и Павловском военном училище, из которого в 1865 году был выпущен подпоручиком в Санкт-Петербургский гренадерский короля Фридриха-Вильгельма III полк.
Затем служил в Павловском училище и в лейб-гвардии Семёновском полку. В 1886 году был назначен командиром 54-го резервного пехотного (кадрового) батальона, в 1889 году командиром 15-го стрелкового Его Высочества князя Черногорского полку и в 1893 году командиром 10-го пехотного Новоингерманландского полка.
В 1900 году Леонид Иосифович Защук был произведён в генерал-майоры с назначением командиром 1-й бригады 17-й пехотной дивизии, а в 1901 года командиром 1-й бригады 3-й пехотной дивизии, с которой он и принял участие в русско-японской войне 1904—1905 гг. Находился в сражениях с японцами под Ляояном и на реке Шахе, причём при обороне позиции Шелихэ — Сяодунтай он 29 сентября 1904 г. был дважды ранен в правую ногу, но оставался на позиции до прибытия заместителя. За боевые отличия Защук был награждён орденом св. Анны 1-й степени с мечами (4 марта 1905 г.) и золотым оружием с надписью «За храбрость».
В 1906 году Защук был назначен начальником 49-й пехотной резервной бригады, в 1907 г. — командующим 11-й пехотной дивизией, а в 1908 годц с производством в генерал-лейтенанты вышел в отставку.
Защук состоял членом комиссии по составлению строевого устава 1906 года. В «Русском инвалиде» в 1906 году Защук поместил «Санитарные очерки» и «Заметки по устройству санитарных поездов», в 1909 году — статью «К казарменному вопросу». В журнале «Офицерская жизнь» в 1911 году Защук напечатал обширную статью «Военно-учебные заведения, военные училища, военные гимназии и кадетские корпуса».
Состоял членом Союза Георгиевских кавалеров, Союза увечных воинов и Общества Красного Креста.  До 1917 года проживал в Петрограде, а затем, в связи с болезнью дочери, — в Ялте, существовала семья на жалование дочери. Во время Гражданской войны по возрасту в Белой и Красной армиях не служил.
После занятия Крыма красными во время Красного террора в Крыму был арестован 4 февраля 1921 года. После единственного допроса следователь вынес резолюцию "Применить к нему, как к генерал-лейтенанту, работавшему на поддерживание белогвардейского правительства, высшую меру наказания." и направил арестованного в Симферополь. 4 апреля 1921 года коллегия Симферопольской ЧК постановила: «За недостаточность обвинительного материала и ввиду преклонного возраста Защука Леонида Иосифовича из-под ареста освободить. Дело прекратить и сдать в архив».
Точная дата смерти Леонида Иосифовича Защука не установлена.

## Семья
братья:
- Александр (генерал-майор, участник Крымской войны, военный статистик),
- Иосиф (генерал-лейтенант, автор популярных военных справочников и руководств),
- Константин (служил по ведомству путей сообщения).

жена (1860), дочь (1883) , приёмная дочь(1913).